# 各務原市瞑想の森
各務原市瞑想の森（かかみがはらしめいそうのもり）は、岐阜県各務原市那加扇平にある、各務原市が運営する斎場、火葬場、公園墓地である。

## 概要
火葬場と公園墓地を一体化して整備された施設であり、火葬場の名称は瞑想の森・市営斎場。公園墓地の名称は公園墓地・瞑想の森である。

## 瞑想の森・市営斎場
2006年（平成18年）竣工。
建物は鉄筋コンクリート造2階建。敷地面積6,695.97㎡、建築面積2,269.66㎡、延床面積2,264.57㎡。設計は伊東豊雄。BCS賞を平成20年度に受賞。

### 施設概要
- 火葬炉：6基。ペットの火葬のための動物炉が1基ある。
- 告別室：2室
- 収骨室：2室
- 収骨前室：1室
- 待合室：3室
- 霊安室：1室

### 施設利用案内
- 住所：岐阜県各務原市那加扇平2番地5
- 利用時間：8:30～17:15
- 休館日：1月1日、友引の日
- 火葬料金：※ 下記料金は死亡者の住民登録が各務原市の場合。各務原市以外の場合は別料金。
  - 満12歳以上：10,000円
  - 満12歳未満：8,000円
  - ペット：3,000円

## 公園墓地・瞑想の森
2012年（平成24年）に土木学会デザイン賞を受賞している。
墓地区画はは23,636㎡、3,056区画（2020年（令和2年）3月現在）。計画では最大84,820㎡。
2019年（平成31年）3月に合葬式墓地（RC造、延床面積66.74㎡）が完成。同年（令和元年）10月から運用を開始。

### 施設利用案内
- 住所：岐阜県各務原市那加扇平2番地3
- 管理料：年間2,000円

## 交通アクセス

### 公共交通機関
- 各務原市ふれあいバス：東西線「瞑想の森」バス停より徒歩ですぐ。
- 名鉄各務原線 新那加駅下車、徒歩で約40分。
- JR高山本線 那加駅下車、徒歩で約40分。

### 自動車
- 東海北陸自動車道 岐阜各務原ICから約15分。